# Bang Lamung
Bang Lamung o Banglamung (en tailandés: บางละมุง) es un distrito (อำเภอ = amphoe) de la provincia (จังหวัด = jangwat) Chonburi (en tailandés: ชลบุรี) en Tailandia. El subdistrito (ตำบล = tambon) el más importante es Nongprue (en tailandés: หนองปรือ).

## Historia
Originalmente Mueang Ban Bang Lamung, estaba ubicado en la provincia Tambon Bang Lamung. Sin embargo, el gobierno degradó la provincia a la categoría de distrito y ubicó la oficina administrativa a las orillas de Khlong Nok Yang. En 1909, el jefe administrativo, Phraya Sattaya Nukun (Choem), trasladó la oficina administrativa a Tambon Na Kluea (Naklua). El 21 de octubre de 1952, una tormenta destruyó la oficina administrativa y temporalmente se la ubicó en la escuela Bang Lamung, en la carretera Sukhumvit. Un año después el gobierno tailandés aprobó la construcción de una nueva oficina, esta vez localizada cerca de la escuela y que sigue en funcionamiento. 

## Geografía
Los distritos que limitan con Bang Lamung son (desde el norte, siguiendo las manecillas del reloj): Si Racha (Sri Racha) de la provincia de Chon Buri, Pluak Daeng, Nikhom Phatthana, Ban Chang de la provincia de Rayong, Sattahip de la provincia de Chon Buri y el golfo de Tailandia. Las islas Ko Lan y Ko Phai pertenecen al distrito.